# Рут Нојдек
Рут Клозијус-Нојдек (5. јул 1920 — Хемелн, 29. јул 1948) је била надзорница Шуцстафела (СС) у комплексу нацистичких концентрационих логора од децембра 1944. до марта 1945. Погубљена је због ратних злочина.

## Рани живот
Рут Клозијус је рођена у Бреславу, Немачка (сада Вроцлав, Пољска ). Касније се удала и била је позната као Рут Нојдек или Рут Клозијус-Нојдек .

## Рад у кампу
У јулу 1944. стигла је у концентрациони логор Равензбрик како би започела обуку за чувара логора. Нојдек је убрзо почела да импресионира своје надређене својом непопустљивом бруталношћу према затвореницима, што је резултирало њеним унапређењем у чин Блокфухрерин (надзорник касарне) крајем јула 1944.
У логору Равензбрик била је позната као једна од најнемилосрднијих жена чувара. Бивша француска затвореница Женевјев де Гол-Антониоз прокоментарисала је после рата да је видела Нојдек да „оштром ивицом своје лопате пререже врат затворенику“. У децембру 1944. унапређена је у чин Оберауфсехерин и преселила се у комплекс за истребљење Укермарк низ пут од Равензбрика. Тамо се укључила у селекцију и погубљење преко 5.000 жена и деце. Нојдек или њена колегиница из СС Ауфсехериннена малтретирали су затворенике. У марту 1945. Нојдек је постао шеф подлогора Барт.

## Хватање и извршење
Крајем априла 1945. побегла је из логора, али је касније ухваћена и заточена у затвору док је британска војска истраживала оптужбе против ње. У априлу 1948, била је оптужена на трећем суђењу у Равензбрику , заједно са другим Шуцштафел (СС) женама. Ова 28-годишња бивша надзорница СС-а признала је оптужбе за убиство и малтретирање изнете против ње.
Британски суд прогласио је Нојдек кривом за ратне злочине и осудио је на смрт вешањем. 29. јула 1948. погубио ју је британски џелат Алберт Пјерпоинт на вешалима у затвору Хамелн, Западна Немачка.